# Parisis fruticosa
Parisis fruticosa is een zachte koraalsoort uit de familie Parisididae. De koraalsoort komt uit het geslacht Parisis. Parisis fruticosa werd in 1864 voor het eerst wetenschappelijk beschreven door Verrill. 